# Bequaertiana basilewskyi
Bequaertiana basilewskyi är en tvåvingeart som beskrevs av Peris 1957. Bequaertiana basilewskyi ingår i släktet Bequaertiana och familjen gråsuggeflugor. Inga underarter finns listade i Catalogue of Life.